# Cedulario Indiano
El Cedulario Indiano, conocido también como Cedulario de Encinas, es una compilación realizada por Diego de Encinas y publicada en 1596.  Es considerada una de las más importantes obras de la legislación elaborada por España para el gobierno del Nuevo Mundo. Obra que cede ante la Recopilación de Leyes de las Indias de 1680, que es más elaborada y mejor sistematizada que la primera. 

## Desarrollo y publicación
El Cedulario Indiano también se conoce como Cedulario de Encinas, llamado así en memoria de su compilador, Diego de Encinas. Encinas nació en Pamplona hacia 1525, hijo de Alonso de Encinas y de Mari Gómez de la Serna, vecinos de Pamplona y "cristianos viejos", y se desempeñó en varios cargos dentro del Real Consejo de Indias, llegando a ser Oficial Mayor de la Secretaría de Cámara; siendo entonces cuando se le solicitó la compilación de las principales Provisiones, Cédulas y Ordenanzas expedidas en relación con las Indias desde su descubrimineto al paso del tiempo. Esta recopilación le fue encargada a Encinas por el Consejo de Indias en una fecha indeterminada ya que no consta en acta alguna al respecto, sin embargo, se puede deducir que debió de ser alrededor de 1581. Finalizada la labor, se publicó en 1596, en la Imprenta Real de Madrid, un juego de cuatro volúmenes bajo el título de Recopilación de las cédulas, cartas, provisiones y ordenanzas reales, siendo entonces, la primera legislación del Nuevo Mundo. Obra publicada sin el nombre del autor, para cumplimiento del mandato encomendado por el real consejo: Copíense las provisiones, cédulas, capítulos de ordenanzas. 
Diego de Encinas, auxiliado por un par de escribientes, transcribió fielmente de manera cronológica todas las disposiciones ordenadas por materias, de forma íntegra, incorporándose así la legislación dictada para las Indias desde su descubrimiento hasta el año de su publicación, 1596; y omitiéndose aquellas en desuso o expresamente derogadas. Dado que fue decisión del Consejo de Indias llevar a cabo una distribución muy limitada de ejemplares, el Cedulario Indiano resultó ser un texto de muy difícil acceso. Una segunda edición de 1603 fue más accesible y llevó por título Ordenanzas Reales del Consejo de las Indias, impresa en Valladolid, por el Licenciado Várez de Castro. Juristas de la talla de Juan de Solórzano Pereira hicieron uso de estos importantes volúmenes durante el siglo XVII. Habría que esperar hasta 1680 a la recopilación del rey Carlos II de España cuando se dio a la imprenta la Recopilación de Leyes de las Indias, para que la necesidad de un texto legal fiable en los virreinatos se viera satisfecha. Aun así el cedulario constituye un hito señero en la historia del derecho y es el resultado de quince años de desvelos del autor que trabajo casi en solitario en tan ingente obra.